# Juan de Torrezar Díaz Pimienta
Juan de Torrezar Díaz Pimienta (? - 1782) fue un militar y administrador virreinal español.

## Biografía
Fue brigadier de los reales ejércitos, caballero de la orden de Carlos III y gobernador de Cartagena de Indias dos veces: la primera, del 12 de mayo de 1774 hasta el 14 de septiembre de 1780; la segunda vez, gobernó desde el 1 de mayo de 1781 hasta el 21 de abril de 1782, cuando salió a Santafé promovido como virrey. 
Cuenta la leyenda [cita requerida] que fue recibido por Antonio Caballero y Góngora en Honda mientras se dirigía a Santa Fe para tomar posesión[cita requerida]. El dato curioso es que se dice que a la hora de la cena, Caballero y Góngora no comía[cita requerida]. Al continuar el trayecto, Torrezar afirmaba comenzar a sentirse mal del estómago.
Torrezar murió el 11 de junio de 1782, oficialmente su causa de muerte fue una Infección, aunque se cree que pudo se envenenado por el Arzobispo que sería, un mes después, nombrado virrey[cita requerida].
Se había casado en 1777 con la dama cartagenera María de Salas. En 1779 fue ascendido a Mariscal de campo.
| Predecesor: Manuel Antonio Flórez | Virrey de Nueva Granada 1 de abril de 1782 - 11 de junio de 1782 | Sucesor: Antonio Caballero y Góngora |